# А теперь нечто совсем другое
«Монти Пайтон: а теперь нечто совсем другое» (англ. And Now for Something Completely Different) — британский комейдийный фильм.

## Сюжет
Сборник лучших скетчей «Монти Пайтон» из 1-го и 2-го сезонов «Летающего цирка».

### Список скетчей
1. Как быть невидимым
2. Анимация: Начальные титры
3. Человек с магнитофоном в носу
4. Венгерский разговорник
5. Анимация: Ладонные растения
6. Анимация: Самоубийство парикмахера
7. Специалист по брачным проблемам
8. Анимация: Коляска-людоед
9. Анимация: Давид и его листочек
10. Смекнули, о чём я? (Nudge Nudge)
11. Самооборона против свежих фруктов
12. Адские бабули
13. Строевая подготовка
14. Анимация: Приключения родинки
15. Экспедиция на Килиманджаро (Двойное зрение)
16. Девушки в бикини
17. Может, пойдём ко мне?
18. Эксгибиционист
19. Анимация: Американская защита
20. Анимация: Конрад Пухс и его танцующие зубы
21. Музыкальные мыши
22. Сэр Эдвард Росс
23. Похищенные молочники
24. Самая смешная шутка на свете
25. Анимация: Старуха, которая не могла сесть в автобус
26. Анимация: Машины-убийцы
27. Мёртвый попугай
28. Песня дровосека
29. Грязная вилка (Ресторанный скетч)
30. Анимация: Музыкальная интерлюдия
31. Анимация: Как строить некоторые интересные вещи
32. Грабитель банка
33. Люди, выпадающие из зданий
34. Анимация: Жук
35. Анимация: Три человека
36. Консультант по трудоустройству
37. Шантаж
38. Битва за Пёрл-Харбор
39. Романтическая интерлюдия
40. Лучшая насмешка года
41. Анимация: Финальные титры